# Casa Masó
La Casa Masó è la casa natale dell'architetto Rafael Masó i Valentí e si trova a Gerona al numero 29 di carrer Ballesteries.
L'attuale Casa Masó è il risultato dell'unione successiva di quattro case acquisite dalla famiglia Masó tra la metà del XIX secolo e l'inizio del XX e il suo aspetto attuale è simile a quello che aveva dopo l'ultimo intervento di Rafael Masó nel 1919. Conserva la memoria delle diverse generazioni familiari che vi hanno abitato ed è un simbolo dell'evoluzione del noucentisme nella città catalana.

Fin dal 1910 la casa è stata oggetto di interventi da parte dell'architetto, ma è dal 1911 che Rafael Masó iniziò a riformare totalmente la casa per adeguarla alle esigenze di una famiglia sempre più numerosa mantenendo gli elementi della tradizione architettonica catalana.

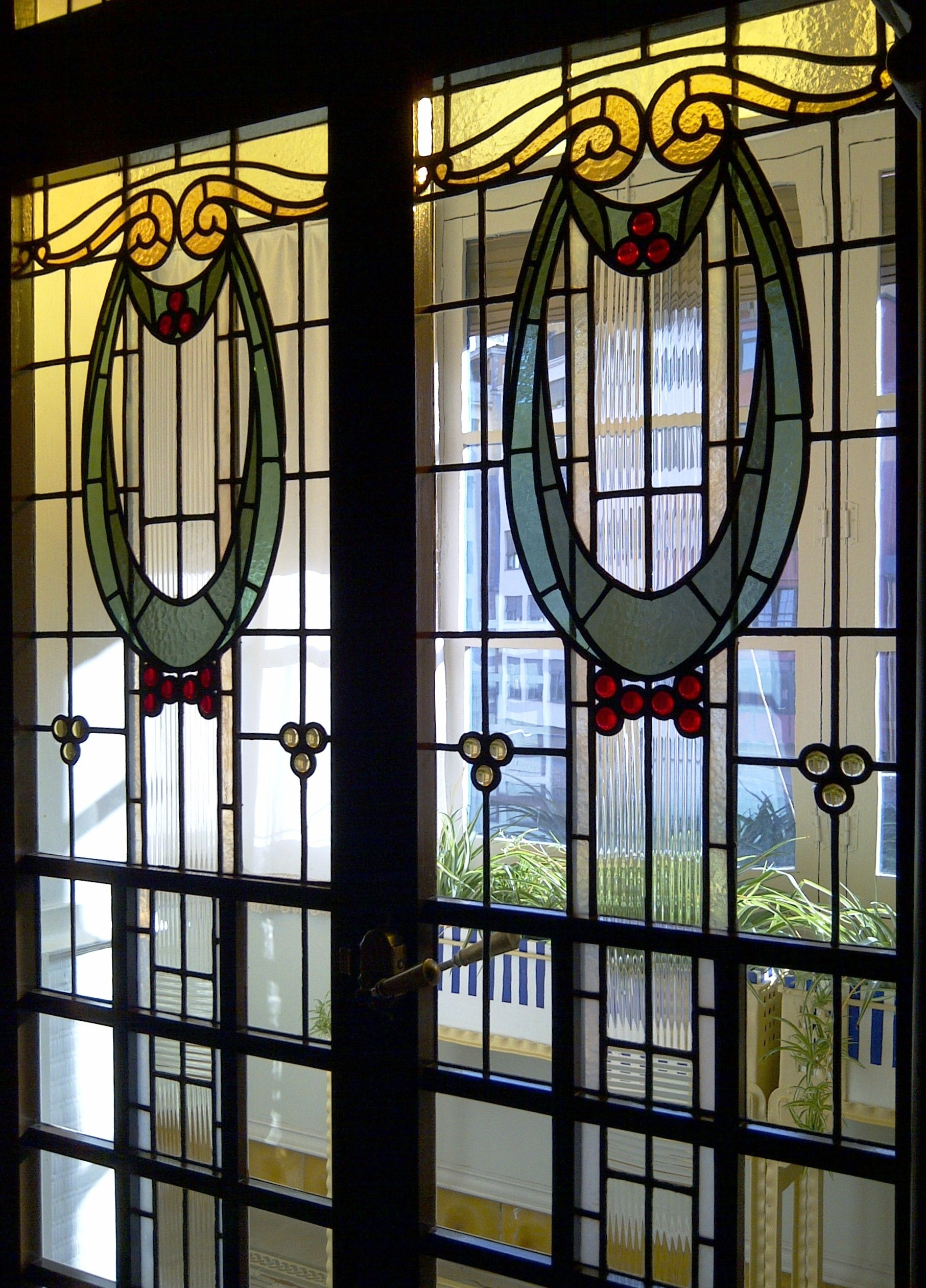
Interno di Casa Masó

Tra il 1910 e il 1912 Rafael Masó unì le facciate sul fiume Onyar e su carrer Ballesteries, disegnando all'interno la sala di pranzo e le cristallerie, la scala interna di legno e il lucernario, oltre ad alcune lampade e parte dei mobili. Nel 1918 la casa è stata ulteriormente modificata per unire anche la casa accanto ed arrivare alla forma attuale.
Dal 2006 la casa è di proprietà del Comune di Girona ed è gestita dalla Fondazione Rafael Masó e da aprile 2012 è aperta al pubblico.